# 小林政廣
小林政廣（日语：／ Kobayashi Masahiro，1954年1月6日—2022年8月20日），日本電影導演、編劇。曾為電影製作公司Monkey Town的代表。1970年代左右曾師從高田渡，另外曾以林ヒロシ之名擔任民謠歌手。編劇時期曾以小林宏一的名義發表作品。

## 職業
小林是第一位在夕張國際奇幻電影節上獲得大獎的日本電影人 。其後，他創辦了猴子鎮製作公司，並連續製作了三部曾在戛納電影節獲獎的電影：包括《Kaizokuban_Bootleg_Film》（1999）、《走在雪地上的人》（2001）及一種注目官方單元之一播映的《KOROSHI：相愛相殺》。 
2005年，以伊拉克日本人質危機為靈感的長篇電影《痛擊》在戛納電影節競賽單元展出， 其他的作品如《了不起的故事》（2003）、《愛的預感》（2007）和《你在哪裡？》（2009）也都受邀參加羅加諾影展的競賽。其中《愛的預感》曾在第60屆羅加諾影展上獲得四項大獎，包括金豹獎和丹尼爾·施密德獎。2008年，鹿特丹國際電影節、里約電影節和布宜諾斯艾利斯國際電影節曾舉辦了他的電影回顧展，
小林一生製作了多達16部電影，大部分都是自己編劇和執導。
2022年8月20日，小林因橫結腸癌逝世，享年68歲。

## 作品
- 《CLOSING TIME》(1996)
- 《Kaizokuban_Bootleg_Film（英语：Kaizokuban_Bootleg_Film）》(1999)
- 《一週間　愛欲日記》
- 《KOROSHI：相愛相殺》(2000)
- 《走在雪地上的人（日语：歩く、人）》(2001)
- 《暗黒牙狼街 BOSS》(2001)
- 《STONED_TOWN（日语：STONED_TOWN）》(2002)
- 《女理髮師的愛》(2003)
- 《了不起的故事》(2003)
- 《Flick》(2004)
- 《痛擊（日语：バッシング_(映画)）》(2005)
- 《幸福》(2006)
- 《愛的預感（日语：愛の予感）》(2007)
- 《白夜》(2008)
- 《Where Are You》(2009)
- 《與春同行（日语：春との旅）》(2010)
- 《最後一分鐘的女人》(2011)
- 《日本悲劇（日语：日本の悲劇_(2012年の映画)）》(2012)
- 《遇見陌生人》(2013)
- 《海邊的李爾王（日语：海辺のリア）》(2016)

## 書籍
- 神楽坂映画通り（1999年　ケイエスエス刊）
- 映画監督小林政広の日記（2006年　電影旬報社刊）
- 春との旅（2010年 毎日新聞社刊）

## 外部連結
- Masahiro Kobayashi在互联网电影资料库（IMDb）上的資料（英文）
- Official website （页面存档备份，存于）
- 小林政廣的Ameba （页面存档备份，存于）
- 小林政廣的X（前Twitter）